# Телес, Тася
Та́ся Те́лес (англ. Tasya Teles; род. 1 февраля 1985, Торонто) — канадская актриса кино, телевидения и озвучивания.

## Биография
Тася Телес родилась 1 февраля 1985 года в Торонто (Онтарио, Канада). Её мать — украинка родом из города Эдмонтон (Альберта), отец — бразилец родом из штата Минас-Жерайс, есть сестра. В 1990 году семья переехала в Ванкувер (Британская Колумбия). Высшее образование Телес получила в Университете Конкордия в Монреале (Квебек). Поначалу она училась на экономическом факультете, но вскоре заинтересовалась актёрским мастерством. Окончив обучение, девушка пыталась стать моделью в Монреале и Нью-Йорке, но, не добившись на этом поприще успеха, вернулась в Ванкувер, где начала карьеру актрисы: с 2013 года она начала сниматься в кино и на телевидении, с 2016 года — заниматься озвучиванием персонажей, в том числе в компьютерных играх. По состоянию на октябрь 2018 года Тася Телес снялась в 24 фильмах и сериалах, приняла участие в озвучивании двух игр и одного сериала. Также в 2012 и 2013 годах выступила как ассистент продюсера в двух фильмах.
По состоянию на февраль 2017 года Телес не была замужем, но у неё был бойфренд. Рост актрисы составляет 175 см.
В 2018 году Телес номинировалась на премию «Лео» в категории «Лучшее гостевое участие актрисы в драматическом сериале» за роль в сериале «Путешественники», но не выиграла награды.

## Фильмография
Широкий экран
- 2013 — Поражённый / Afflicted — Мария
- 2013 — Зеркала / Mirrors — Лиа (к/м)
- 2014 — Работорговля / Skin Trade — Роза Кэссиди[2][3]
- 2018 — Тридцать-семнадцать / Thirty-Seventeen — Кэрри
- TBA — На следующее утро после прошлой ночи / The Morning After the Night Before — Амбер

Телевидение
- 2013 — Нерасказанные истории «Скорой помощи»[англ.] / Untold Stories of the E.R. — Шарлин (в эпизоде Deep Trouble)
- 2014 — Пакет услуг[англ.] / Package Deal — Горячая Женщина (в эпизоде Danny's New Job)
- 2014 — Континуум / Continuum — фрилансер (в эпизоде The Dying Minutes)
- 2014 — Ведьмы Ист-Энда / Witches of East End — медсестра (в эпизоде A Moveable Beast)
- 2014 — Бестия[англ.] / Rogue — Кендра (в 4 эпизодах)
- 2014 — Раш / Rush — офицер Меган (в эпизоде Learning to Fly)
- 2014 — Злоумышленники[англ.] / Intruders — Даниэлла (в 2 эпизодах)
- 2014 — Рождественский секрет / The Christmas Secret — парамедик
- 2014 — Худшее Рождество Сердитой кошки[англ.] / Grumpy Cat's Worst Christmas Ever — Николь
- 2014 — Повреждённый / Damaged — Кейт Лак
- 2015 — Я — зомби / iZombie — Холли Уайт (в эпизоде Flight of the Living Dead)
- 2015 — Осенние мечты / Autumn Dreams — Джованна Йоргенсен
- 2015 — Сверхъестественное / Supernatural — няня (в эпизоде The Bad Seed)
- 2015—2020 — 100 / The 100 — Эко, воительница и шпионка[3] (в 54 эпизодах)
- 2017 — Побег / Prison Break — Триша (в эпизоде Phaecia)
- 2017 — Путешественники / Travelers — Путешественница 009 (в эпизоде Traveler 0027)
- 2018 — Девушка в ванной / The Girl in the Bathtub — Тери

Озвучивание
- 2016 — Watch Dogs 2 — Ситара, член DedSec[4]
- 2018 — Far Cry 5 — Мэри Мэй Фэйргрейв

Ассистент продюсера
- 2012 — Азбука смерти / The ABCs of Death — в новелле V is for Vagitus
- 2013 — Призрак внутри / A Ghost Within — к/м